# Apprieu
Apprieu és un municipi francès situat al departament de la Isèra i a la regió d'Alvèrnia-Roine-Alps. L'any 2007 tenia 2.987 habitants.

## Demografia

### Població
El 2007 la població de fet d'Apprieu era de 2.987 persones. Hi havia 1.090 famílies de les quals 196 eren unipersonals (104 homes vivint sols i 92 dones vivint soles), 347 parelles sense fills, 474 parelles amb fills i 73 famílies monoparentals amb fills.
La població ha evolucionat segons el següent gràfic:
Habitants censats

### Habitatges
El 2007 hi havia 1.184 habitatges, 1.109 eren l'habitatge principal de la família, 25 eren segones residències i 50 estaven desocupats. 1.048 eren cases i 133 eren apartaments. Dels 1.109 habitatges principals, 916 estaven ocupats pels seus propietaris, 172 estaven llogats i ocupats pels llogaters i 20 estaven cedits a títol gratuït; 6 tenien una cambra, 27 en tenien dues, 121 en tenien tres, 296 en tenien quatre i 658 en tenien cinc o més. 939 habitatges disposaven pel capbaix d'una plaça de pàrquing. A 385 habitatges hi havia un automòbil i a 674 n'hi havia dos o més.

### Piràmide de població
La piràmide de població per edats i sexe el 2009 era:
| Homes | Edats   | Dones |
| ----- | ------- | ----- |
| 0     | 95 o +  | 0     |
| 4     | 90 a 94 | 0     |
| 0     | 85 a 89 | 0     |
| 8     | 80 a 84 | 8     |
| 16    | 75 a 79 | 12    |
| 24    | 70 a 74 | 36    |
| 64    | 65 a 69 | 72    |
| 56    | 60 a 64 | 56    |
| 76    | 55 a 59 | 36    |
| 84    | 50 a 54 | 84    |
| 128   | 45 a 49 | 128   |
| 136   | 40 a 44 | 132   |
| 104   | 35 a 39 | 92    |
| 84    | 30 a 34 | 72    |
| 68    | 25 a 29 | 52    |
| 92    | 20 a 24 | 56    |
| 92    | 15 a 19 | 84    |
| 120   | 10 a 14 | 104   |
| 84    | 5 a 9   | 100   |
| 96    | 0 a 4   | 68    |

## Economia
El 2007 la població en edat de treballar era de 1.989 persones, 1.518 eren actives i 471 eren inactives. De les 1.518 persones actives 1.411 estaven ocupades (747 homes i 664 dones) i 107 estaven aturades (55 homes i 52 dones). De les 471 persones inactives 172 estaven jubilades, 161 estaven estudiant i 138 estaven classificades com a «altres inactius».

### Ingressos
El 2009 a Apprieu hi havia 1.147 unitats fiscals que integraven 3.166 persones, la mediana anual d'ingressos fiscals per persona era de 20.920 €.

### Activitats econòmiques
Dels 136 establiments que hi havia el 2007, 2 eren d'empreses extractives, 4 d'empreses alimentàries, 3 d'empreses de fabricació de material elèctric, 9 d'empreses de fabricació d'altres productes industrials, 19 d'empreses de construcció, 31 d'empreses de comerç i reparació d'automòbils, 2 d'empreses de transport, 6 d'empreses d'hostatgeria i restauració, 3 d'empreses d'informació i comunicació, 3 d'empreses financeres, 7 d'empreses immobiliàries, 21 d'empreses de serveis, 15 d'entitats de l'administració pública i 11 d'empreses classificades com a «altres activitats de serveis».
Dels 40 establiments de servei als particulars que hi havia el 2009, 1 era una oficina de correu, 1 una oficina bancària, 4 tallers de reparació d'automòbils i de material agrícola, 1 taller d'inspecció tècnica de vehicles, 1 autoescola, 5 paletes, 3 guixaires pintors, 3 fusteries, 3 lampisteries, 3 electricistes, 3 perruqueries, 1 veterinari, 5 restaurants, 2 agències immobiliàries, 1 tintoreria i 3 salons de bellesa.
Dels 11 establiments comercials que hi havia el 2009, 1 era un supermercat, 3 fleques, 1 una llibreria, 1 una botiga de roba, 2 botigues d'electrodomèstics, 1 una botiga de material esportiu, 1 una perfumeria i 1 una floristeria.
L'any 2000 a Apprieu hi havia 22 explotacions agrícoles que ocupaven un total de 638 hectàrees.

## Equipaments sanitaris i escolars
El 2009 hi havia 1 farmàcia i 1 ambulància.
El 2009 hi havia 1 escola maternal i 2 escoles elementals.

## Poblacions més properes
El següent diagrama mostra les poblacions més properes.